# カードファイト!! ヴァンガード ラジオ
『カードファイト!! ヴァンガード ラジオ』（CARDFIGHT!! Vanguard Radio）は、ブシロードが販売するトレーディングカードゲーム『カードファイト!! ヴァンガード』を題材にした、各種ラジオ番組について解説する。

## 概要

### インターネットラジオ番組
HiBiKi Radio Stationでは、2011年1月13日から2012年3月29日までヴァンガード情報を主体にした初のラジオ番組『カードファイト!! ヴァンガード ラジオ』が配信された。パーソナリティは戸倉ミサキ役の橘田いずみ、新田シン役の森嶋秀太。後に葛木カムイ役の石川静が加わった。2012年4月5日から2013年2月7日まではTVアニメ第2期『カードファイト!! ヴァンガード アジアサーキット編』に合わせて、『カードファイト!!ヴァンガードRADIO!! LIMIT BREAK!!』が配信された。パーソナリティは引き続き、橘田、森嶋、石川の3人。
2013年2月14日から2014年3月13日まではTVアニメ第3期『リンクジョーカー編』に合わせて、『ヴァンガードラジオ 宮地学園放送局』が配信された。パーソナリティは石田ナオキ役の奈良徹、戸倉ミサキ役の橘田いずみに変更された。2014年3月20日から同年11月6日まではテレビアニメ第4期『レギオンメイト編』に合わせて、『ヴァンガードラジオ 俺たちレギオンメイト』が配信された。パーソナリティは引き続き、奈良、橘田。
2014年11月13日から2015年10月1日まではTVアニメ第5期『カードファイト!! ヴァンガードG』に合わせて、『ヴァンガードラジオG』が配信された。パーソナリティは安城トコハ役の新田恵海、戸倉ミサキ役の橘田いずみに変更された。新田が声帯結節治療で休養中は新田シン役の森嶋秀太が代役を務めた。
2015年10月8日からはTVアニメ第6期『ヴァンガードG ギアースクライシス編』に合わせて、『裏ヴァン!!』の配信が開始された。パーソナリティは戸倉ミサキ役の橘田いずみに変更された。番組の流れはタイトル→あいさつ→自己紹介→トーク→本編。エンディングではヴァンガードのお知らせやフリートークなど。2018年5月3日に終了。

### ラジオ大阪番組
ラジオ大阪では、2011年4月9日から2014年12月27日までラジオ番組『立ち上がれ!僕らのヴァンガード』が放送された。さらに2012年4月8日から2014年10月26日までは『立ちヴァン サンデー』が放送された。「週末は丸ごとヴァンガード」を合言葉に、土曜日に朝番組『スタンドアップ・ザ・ヴァンガード』・昼番組『ヴァンガードキャピタル』・午後番組『ヴァンヴァンとヴァンガード大発見!』・夜番組『立ち上がれ!僕らのヴァンガード』の4番組、日曜日に夜番組『立ちヴァン サンデー』の1番組、計5番組が放送されていた。土曜日の4番組については番組ごとに放送時間が増えていく（朝5分、昼10分、午後15分、夜30分）事が特徴。土曜日夜の『立ち上がれ!僕らのヴァンガード』と日曜日夜の『立ちヴァン サンデー』は響 -HiBiKi Radio Station-で土曜23時30分と日曜20時30分からそれぞれ配信されていた。なお、ラジオ大阪が生放送や特別番組の場合は配信を変更もしくは休止した。パーソナリティは5番組ともに先導アイチ役の代永翼、櫂トシキ役の佐藤拓也。
2012年6月16日と6月17日は「Vステ夏の陣2012」が生放送で行われたが、土曜日の『立ち上がれ!僕らのヴァンガード』は通常どおりの放送であった。日曜日の『立ちヴァン サンデー』では、通常は代永と佐藤がパーソナリティをやっているが事情により出演できなかったため、臨時パーソナリティを寺川愛美が勤め、代永と佐藤は電話での出演となった。同日には公開録音も行われた。なお、『立ち上がれ!僕らのヴァンガード』は不定期で公開録音を行っており、その公開録音の様子は翌週にてラジオ大阪と響 -HiBiKi Radio Station-で放送された。
放送の流れは、土曜日（1番組）の場合はタイトルコール→スポンサー→あいさつ・自己紹介→罰ゲームの発表→罰ゲームとなっている。2番組の場合はタイトルコール→あいさつ・自己紹介→番組紹介→スポンサー→CM→本編となっている。2014年4月からは番組のエンディングで「ラジオ大阪ではこのあとフューチャーラジオ バディファイトが放送」と番宣をするようになった。
日曜日の場合はふつおた→タイトルコール「ヴァン!立ちヴァン サンデー!」OP曲→あいさつ・自己紹介→番組紹介→スポンサー→CM→本編となっている。土曜・日曜は共通で本編の冒頭で改めて紹介してからコーナーに入る。（土曜の立ち上がれ!僕らのヴァンガードではゲストがある場合はゲストの紹介を行ってからコーナーに入る）テーマ曲はOP/EDともにアニメ本編の曲を使用している。なお、『立ち上がれ!僕らのヴァンガード』および『立ちヴァン サンデー』のあいさつは、ヴァンガードにちなんで「立ちヴァンわ」（こんばんわ）となっている。
2014年10月11日の放送で『スタンドアップ・ザ・ヴァンガード』と『ヴァンガードキャピタル』が同年10月25日の放送をもって番組終了することが決定をした。また、同年10月12日の放送では『立ちヴァン サンデー』も同年10月26日をもって放送終了することが発表された。2014年11月から同年12月までは『立ち上がれ!僕らのヴァンガード』のみとなった。2014年12月頃からは番組が変わることになり『立ち上がれ!僕らのヴァンガード』の放送終了が決定をし、同年12月27日の放送で番組終了した。
2015年1月3日から同年9月26日まで『超えろ!ヴァンガードG』が放送された。パーソナリティは新導クロノ役の石井マーク、綺場シオン役の榎木淳弥に変更された。2015年10月3日から2016年10月1日まで『ラジオ ヴァンガードG 挑め!掴め!トライスリー!!!』が放送された。パーソナリティは石井、榎木に安城トコハ役の新田恵海を加えた3人（トライスリー）。2016年10月8日から2017年10月21日まで『ラジオ ヴァンガードG NEXT』の放送された。パーソナリティは交代制となる（後述）。2017年10月28日から2018年5月5日まで『ラジオ ヴァンガードG Z』が放送された。パーソナリティは石井マーク、東海林カズマ役のバトリ勝悟。
2018年5月5日から、TVアニメ『カードファイト!! ヴァンガード 2018年版』に合わせて、『ラジオファイト!! ヴァンガード』が放送している。パーソナリティーは先導アイチ役の代永翼と櫂トシキ役の佐藤拓也。

## 現在の放送

### ラジオファイト!! ヴァンガード
『ラジオファイト!! ヴァンガード』は、2018年5月5日よりラジオ大阪とHiBiKi Radio Stationで放送・配信しているラジオ番組。パーソナリティは、先導アイチ役の代永翼と櫂トシキ役の佐藤拓也。

#### ラジオファイト!! ヴァンガードのコーナー
出典
ふつおた
番組への感想など普通のお便りを紹介するコーナー。
僕たちと、ファイトだ！
リスナーから募集した対戦相手とファイトしていく。
イメージしろ、その名前を！
イメージを鍛えるために、リスナーから「まだ名前が無い物」を募集してパーソナリティが名前を付けていく。

## 過去の放送（インターネットラジオ番組）

### カードファイト!! ヴァンガード ラジオ
『カードファイト!! ヴァンガード ラジオ』は、2010年12月31日にプレ放送された後、2011年1月13日から2012年3月29日までHiBiKi Radio Stationで放送されていたインターネットラジオ番組。『カードファイト!! ヴァンガード』の情報番組。パーソナリティは戸倉ミサキ役の橘田いずみ、新田シン役の森嶋秀太、葛木カムイ役の石川静。

#### カードファイト!! ヴァンガード ラジオのコーナー
お便りコーナー
ヴァンガードやパーソナリティに関することなど普通のお便りを紹介するコーナー。
教えて!!ヴァンガード!!
ドクター・オーの指導で『カードファイト!! ヴァンガード』のことを勉強していくコーナー。
クズクズ ドクズ
リスナーから送られてきた懺悔のお便りを紹介し、橘田がその内容の酷さを『クズ』の数で判定するコーナー。
なりきりカードファイト!!
お題のセリフとキャラクターが書かれたカードを引き、なりきるコーナー。
ハートデリバリー!!
リスナーの代わりに葛木カムイ（石川）が『相手に届かなくてもどかしい気持ち』、『誰かに届けたい想い』を相手に届くように叫ぶコーナー。

#### カードファイト!! ヴァンガード ラジオのゲスト
- 第12回（2011年3月31日） - 伊藤彰
- 第19回（2011年5月19日） - 代永翼
- 第40回・第41回（2011年10月13日・2011年10月20日） - 佐藤拓也
- 第52回（2012年1月5日） - 木谷高明
- 第56回・第57回（2012年2月2日・2012年2月9日） - 酒巻光宏
- 第60回・第61回（2012年3月1日・2012年3月8日） - 榎本温子

### カードファイト!!ヴァンガードRADIO!! LIMIT BREAK!!
『カードファイト!!ヴァンガードRADIO!! LIMIT BREAK!!』は、2012年4月5日から2013年2月7日までHiBiKi Radio Stationで放送されていたインターネットラジオ番組。『カードファイト!! ヴァンガード アジアサーキット編』の情報番組。パーソナリティは戸倉ミサキ役の橘田いずみ、新田シン役の森嶋秀太、葛木カムイ役の石川静。

#### カードファイト!!ヴァンガードRADIO!! LIMIT BREAK!!のコーナー
出典
お便りコーナー
ヴァンガードやパーソナリティに関することなど普通のお便りを紹介するコーナー。
教えて!!カードファイト!! ヴァンガード!!
ドクター・オーの指導で『カードファイト!! ヴァンガード』のことを勉強していくコーナー。
LIMIT BREAKゲーム!!
パーソナリティ3人が限界を突破することにチャレンジするコーナー。

#### カードファイト!!ヴァンガードRADIO!! LIMIT BREAK!!のゲスト
- 第2回（2012年4月12日） - 伊藤彰
- 第6回 大ヴァンガ祭 公開録音（2012年5月10日） - 南條愛乃、三森すずこ、寺川愛美
- 第20回・第21回（2012年8月16日・8月23日） - 神原大地
- 第45回（2013年2月7日） - 佐藤拓也

### ヴァンガードラジオ 宮地学園放送局
『ヴァンガードラジオ 宮地学園放送局』は、2013年2月14日から2014年3月13日までHiBiKi Radio Stationで放送されていたインターネットラジオ番組。『カードファイト!! ヴァンガード リンクジョーカー編』
の情報番組。パーソナリティは石田ナオキ役の奈良徹、戸倉ミサキ役の橘田いずみ。

#### ヴァンガードラジオ 宮地学園放送局のコーナー
お便りコーナー
ヴァンガードやパーソナリティに関することなど普通のお便りを紹介するコーナー。
俺のブレイクタイム!!!!
リスナーの『ブレイクタイム』に関するお便りを紹介し、奈良がブレイク具合をゼロブレイクから10ブレイクで判定するコーナー。
スクールチャレンジ!!
『カードファイト!! ヴァンガード リンクジョーカー編』の舞台が学校であることにちなんで、パーソナリティが学校で習う問題で対決するコーナー。
どんな時に言ったセリフか当てまショー!!
リスナーから送られてきたお題のセリフがどんな時に言われたものかをイメージして当てるコーナー。
本音リバース!!
建て前をリバースして、裏に隠された本音を露わにするコーナー。
番長を喜ばせようのコーナー!!
『こんな状況の時、どんなことを言えば、番長（戸倉ミサキ）に喜んでもらえるか？』というお題に番組スタッフが回答を考え、最下位の人は橘田による罰ゲームを受けるコーナー。

#### ヴァンガードラジオ 宮地学園放送局のゲスト
- 第9回（2013年4月11日） - 代永翼
- 第13回 大ヴァンガ祭2013 公開録音（2013年5月9日） - 森嶋秀太、石川静
- 第44回・第45回（2013年12月12日、同年12月19日） - 石川静
- 大ヴァンガ祭2014 公開録音（2014年4月26日） - 三森すずこ[8]

### ヴァンガードラジオ 俺たちレギオンメイト
『ヴァンガードラジオ 俺たちレギオンメイト』は、2014年3月20日から2014年11月6日までHiBiKi Radio Stationで放送されていたインターネットラジオ番組。『カードファイト!! ヴァンガード レギオンメイト編』の情報番組。パーソナリティは石田ナオキ役の奈良徹、戸倉ミサキ役の橘田いずみ。

#### ヴァンガードラジオ 俺たちレギオンメイトのコーナー
お便りコーナー（ふつおた）
ヴァンガードやパーソナリティに関することなど普通のお便りを紹介するコーナー。
本音リバース!!
建て前をリバースして、裏に隠された本音を露わにするコーナー。
番長を喜ばせようのコーナー!!
『こんな状況の時、どんなことを言えば、番長（戸倉ミサキ）に喜んでもらえるか？』というお題に番組スタッフが回答を考え、最下位の人は橘田による罰ゲームを受けるコーナー。
俺のブレイクタイム!!!!
リスナーの『ブレイクタイム』に関するお便りを紹介し、奈良がブレイク具合をゼロブレイクから10ブレイクで判定するコーナー。
よいこ!わるいこ!男気ナオキ!
『こんな時、よいこならこうする』、『わるいこならこうする』、『男気が溢れるナオキなら、きっとこうするはず!』というお題に送られたお便りを紹介するコーナー。
記憶力クイズ!
リスナーから問題を募集し、パーソナリティ2人の記憶力を試すクイズにチャレンジするコーナー。
俺の、私のレギオンエピソード
『仲間との絆を感じたエピソード』や『仲間って良いなと思ったエピソード』、『仲間のありがたみを感じたエピソード』を紹介するコーナー。
言葉のジャッジメント
リスナーから送られてきた『懺悔したいこと』、『白黒つけてほしいこと』に対して、橘田と奈良がジャッジメントという名のお叱り、エールを送るコーナー。

### ヴァンガードラジオG
『ヴァンガードラジオG』は、2014年11月13日から2015年10月1日までHiBiKi Radio Stationで放送されていたインターネットラジオ番組。『カードファイト!! ヴァンガードG』の情報番組。パーソナリティは安城トコハ役の新田恵海（ニータ）、戸倉ミサキ役の橘田いずみ（キータ）。2人合わせて「ニキータ」の愛称を用いた。新田が声帯結節治療で休養した期間は新田シン役の森嶋秀太が代打を務めた。

#### ヴァンガードラジオGのコーナー
ふつおた
アニメやヴァンガード関連の感想、パーソナリティへの質問などのコーナー。
G4萌えセリフ!!
リスナーには「お題のセリフ」となる3つのイメージセリフを送ってもらい、パーソナリティはそのイメージを超越するG4を考えるコーナー。
ギャップを超越しろ!ストライド・ジェネレーション・ギャップ
世代間のギャップを感じたことなどを超越するために何をしたらいいのか答えるコーナー。
オリジナルお祭りレポート 
リスナーから「こんなオリジナルのお祭りにチャレンジした」を判定するコーナー。
目指せ!クエストクリア
リスナーの「お悩み」や「疑問」、「リクエスト」を解決するコーナー。
チームメイトクイズ!!
二キータとしてチームワークを高めていくゲームに挑戦するコーナー。2人が出題者と回答者に分かれ、回答者は「○○のとき出題者はどうするか？」のような出題者に関するクイズに対して出題者の回答を予想する。
心理テストのコーナー
リスナーから募集した心理テストで2人の深層心理を丸裸にするコーナー。
新田・橘田ステーション
『カードファイト!! ヴァンガード』の情報をお知らせするコーナー。

#### ヴァンガードラジオGのゲスト
- 第13回（2015年2月12日） - ドクター・オー
- 第16回（2015年3月5日） - 佐々木未来
- 第18回（2015年3月19日）- 佐々木未来
- 第24回（2015年4月30日）大ヴァンガ祭×大バディ祭!! 公開録音（2015年4月25日） - 佐々木未来[14]
- 第25回（2015年5月7日） - 森嶋秀太
- 第32回（2015年6月25日） - 石井マーク
- 第33回（2015年7月2日） - 森嶋秀太
- 第36回（2015年7月23日） - 榎木淳弥
- 第41回・第42回・第43回（2015年8月27日・9月3日・9月10日） - 石井マーク

### 裏ヴァン!!
『裏ヴァン!!』は、2015年10月8日から2018年5月3日までHiBiKi Radio Stationで配信されていたインターネットラジオ番組。パーソナリティは戸倉ミサキ役の橘田いずみ。毎回、カードファイト!! ヴァンガードの関係者をゲストに招いて、裏話などを紹介する番組。

#### 裏ヴァン!!のコーナー
出典
ふつおた
普通のお便りを紹介するコーナー。
裏側を暴け！裏一問一答！
一問一答でゲストの裏側を暴くコーナー。
なりきり！ヴァンガードセリフ！
橘田とゲストがそれぞれの担当するキャラクターになりきってお題に沿ったセリフを考えるコーナー。
裏メール！！
リスナーから届いた普段は目や耳にする機会がない「裏」に関する情報を紹介するコーナー。
裏合わせゲーム
リスナーから募集したお題の言葉と裏表が一体となった言葉を探すコーナー。
裏告知
カードファイト!! ヴァンガードに関連したお知らせをするコーナー。

#### 裏ヴァン!!のゲスト
- 第2回・第3回（2015年10月15日・10月22日） - 石井マーク
- 第4回（2015年10月29日） - 岸尾だいすけ
- 第5回（2015年11月5日） - 岸尾だいすけ、神原大地
- 第6回・第7回（2015年11月12日・11月19日） - ラミーラビリンス（愛美、工藤晴香）
- 第8回・第9回（2015年11月26日・12月3日） - 新田恵海
- 第10回（2015年12月10日） - 奈良徹
- 第11回（2015年12月17日） - 谷東
- 第12回・第13回（2015年12月24日・2016年1月7日） - 森嶋秀太
- 第14回（2016年1月14日） - トリニティ・ドラゴン（加古臨王、大塚琴美、田中進太郎）
- 第15回・第16回（2016年1月21日・1月28日） - 矢作昭喜プロデューサー（ゲーム『カードファイト!! ヴァンガードG ストライド トゥ ビクトリー!!』）
- 第17回・第18回（2016年2月4日・2月11日） - 榎木淳弥
- 第19回（2016年2月18日） - 愛美
- 第20回（2016年2月25日） - 渡辺明乃
- 第21回・第22回（2016年3月3日・3月10日） - 石川静
- 第23回・第24回（2016年3月17日・3月24日） - 佐藤拓也
- 第25回・第26回（2016年3月31日・4月7日） - 柳田淳一
- 第27回・第28回（2016年4月14日・4月21日） - 石井マーク
- 第29回（2016年4月28日） - 工藤晴香
- 第30回（2016年5月5日） 大ヴァンガ祭×大バディ祭2016 公開録音（2016年4月30日） - トライスリー（石井マーク、榎木淳弥、新田恵海）、石井心愛[16]
- 第31回（2016年5月12日） - 工藤晴香
- 第32回（2016年5月19日） - 浜添伸也
- 第33回・第34回（2016年5月26日・6月2日） - 吉田有里
- 第35回・第36回（2016年6月9日・6月16日） - 柳田淳一
- 第37回・第38回（2016年6月23日・6月30日） - 伊藤彩沙
- 第39回・第40回（2016年7月7日・7月14日） - 石井マーク、森嶋秀太（パーソナリティの橘田は欠席）
- 第41回・第42回（2016年7月21日・7月28日） - 森嶋秀太
- 第43回・第44回（2016年8月4日・8月11日） - 細谷伸之プロデューサー（テレビ東京）
- 第45回・第46回（2016年8月18日・25日） - 石井マーク
- 第47回・第48回（2016年9月1日・9月8日） - 長谷川芳明
- 第49回（2016年9月15日） - 平和ライチ
- 第51回・第52回（2016年9月29日・10月6日） - 伊藤彰
- 第53回・第54回（2016年10月13日・10月20日） - ラミーラビリンス

## 過去の放送（ラジオ大阪番組）

### 立ち上がれ!僕らのヴァンガード
『立ち上がれ!僕らのヴァンガード』は、2011年4月9日から2014年12月27日までラジオ大阪とHiBiKi Radio Stationで放送されていたラジオ番組。パーソナリティは先導アイチ役の代永翼、櫂トシキ役の佐藤拓也。

#### 立ち上がれ!僕らのヴァンガードのゲスト
- 第29回（2011年10月22日） - 阿部敦（ラジオCD 立ち上がれ!僕らのヴァンガードVol.2に収録）
- 生放送スペシャル（2011年12月24日） - 寺川愛美
- 第58回 大ヴァンガ祭 公開録音（2012年5月12日） - 伊藤健太郎
- 第59回（2012年5月19日） - 酒巻光宏、森嶋秀太（サプライズゲスト）
- 第73回（2012年8月25日） - 神原大地
- 第91回（2012年12月29日） - 橘田いずみ、石川静
- 第92回（2013年1月5日） - 阿部敦
- 第93回（2013年1月12日） - 矢作紗友里、酒巻光宏（サプライズゲスト）
- 第109回 大ヴァンガ祭2013公開録音（2013年5月4日） - 阿部敦、神原大地
- 第111回（2013年5月18日） - 酒巻光宏（ビデオ主演のみ）、森嶋秀太、山口隆行（サプライズゲスト）
- 第135回（2013年11月2日） - 寺川愛美
- 第142回（2013年12月21日） - 阿部敦
- 第146回（2014年1月18日） - 神原大地、酒巻光宏（サプライズゲスト）
- 第148回（2013年2月1日） - 森久保祥太郎
- 第149回（2013年2月8日） - サイキックラバー

#### 立ち上がれ!僕らのヴァンガードの関連商品
全てのラジオCDにはディスクが2枚組。なお、実際の商品には『ラジオCD』とは付かずVol.○と付く。1枚は撮り下ろしゲストによるオーディオCD（Vol.1のみコーナー）。もう1枚はデータCD（CD-ROM）となっており『スタンドアップ・ザ・ヴァンガード』の傑作選が収録されている（Vol.1 - Vol.4）。Vol.5からはスペシャルトラックが収録されている。Vol.2のみ通常放送で収録したゲスト。Vol.3のみ『ヴァンガードキャピタル』締めセリフ集を収録。また、旅ヴァンはラジオ大阪『立ち上がれ!僕らのヴァンガード』第100回の放送で発表された。
ラジオCD
| 巻数   | 発売日                        | 収録回                                           | 規格品番  | 初回特典                                                  | 撮り下ろしゲスト    |
| ------ | ----------------------------- | ------------------------------------------------ | --------- | --------------------------------------------------------- | ------------------- |
| Vol.1  | 2011年9月23日                 | 第1 - 8回                                        | VGTC-0001 | なし                                                      | なし                |
| Vol.2  | 2011年12月23日                | 第9 - 16回                                       | VGTC-0002 | エターナルウィング                                        | 阿部敦              |
| Vol.3  | 2012年4月27日                 | 第17 - 26回                                      | VGTC-0003 | たーくがる                                                | 森久保祥太郎        |
| Vol.4  | 2012年5月5日・5月6日、5月25日 | 第27 - 39回                                      | VGTC-0004 | みにヴァン著者Quily書き下ろし着せかえジャケット           | 杉山紀彰 山口隆行   |
| Vol.5  | 2012年7月27日                 | 第40 - 52回                                      | VGTC-0005 | みにヴァン著者Quily書き下ろしパーソナリティイラストカード | 赤羽根健治          |
| Vol.6  | 2012年10月26日                | 第53 - 65回、立ちヴァン サンデー 第1 - 13回      | VGTC-0006 | 蒼龍レオン「風を感じようミニうちわ」                      | 神原大地            |
| Vol.7  | 2013年2月22日                 | 第66 - 78回、立ちヴァン サンデー 第14 - 24回     | VGTC-0007 | 立ちヴァン特製ボンフィン                                  | 稲田徹              |
| Vol.8  | 2013年7月31日                 | 第79 - 91回、立ちヴァン サンデー 第25 - 37回     | VGTC-0008 | -                                                         | 生天目仁美 渡辺明乃 |
| Vol.9  | 2013年12月25日                | 第92 - 104回、立ちヴァン サンデー 第38 - 50回    | VGTC-0009 | -                                                         | 奈良徹              |
| Vol.10 | 2014年2月26日                 | 第105 - 117回、立ちヴァン サンデー 第51 - 63回   | VGTC-0010 | -                                                         | 吉野裕行            |
| Vol.11 | 2014年4月30日                 | 第118 - 130回、立ちヴァン サンデー 第64 - 75回   | VGTC-0011 | -                                                         | 矢作紗友里          |
| Vol.12 | 2014年6月25日                 | 第131 - 143回、立ちヴァン サンデー 第76 - 89回   | VGTC-0012 | -                                                         | 榎本温子            |
| Vol.13 | 2014年10月29日                | 第144 - 155回、立ちヴァン サンデー 第90 - 102回  | VGTC-0013 | -                                                         | 興津和幸 村上裕哉   |
| Vol.14 | 2014年12月24日                | 第156 - 168回、立ちヴァン サンデー 第103 - 113回 | VGTC-0014 | -                                                         | 佐藤利奈 濱健人     |

旅ヴァン
| 巻数 | 編       | 発売日        | 収録回                                              | 規格品番  | 初回特典                                         |
| ---- | -------- | ------------- | --------------------------------------------------- | --------- | ------------------------------------------------ |
| 1    | 北海道編 | 2013年5月29日 | 立ち上がれ! 僕らのヴァンガード放送100回を振り返って | VGTC-1001 | 主演者取り下ろし写真ポストカード（ランダム封入） |
| 2    | 宮城編   | 2015年7月29日 |                                                     | HBKM-0068 |                                                  |

### スタンドアップ・ザ・ヴァンガード
『スタンドアップ・ザ・ヴァンガード』は、2011年4月9日から2014年10月25日までラジオ大阪で放送されていたラジオ番組。パーソナリティは先導アイチ役の代永翼、櫂トシキ役の佐藤拓也。

### ヴァンガードキャピタル
『ヴァンガードキャピタル』は、2011年4月9日から2014年10月25日までラジオ大阪で放送されていたラジオ番組。パーソナリティは先導アイチ役の代永翼、櫂トシキ役の佐藤拓也。

#### ヴァンガードキャピタルのゲスト
- 第92回（2013年1月5日） - 阿部敦

### ヴァンヴァンとヴァンガード大発見!
『ヴァンヴァンとヴァンガード大発見!』は、2011年4月9日から2012年3月31日までラジオ大阪で放送されていたラジオ番組。パーソナリティは先導アイチ役の代永翼、櫂トシキ役の佐藤拓也。

### 立ちヴァン サンデー
『立ちヴァン サンデー』は、2012年4月8日から2014年10月26日までラジオ大阪とHiBiKi Radio Stationで放送されていたラジオ番組。パーソナリティは先導アイチ役の代永翼、櫂トシキ役の佐藤拓也。

#### 立ちヴァン サンデーのゲスト
- Vステ夏の陣2012（2012年6月17日） - 寺川愛美（臨時パーソナリティ）

### 超えろ!ヴァンガードG
『超えろ!ヴァンガードG』は、2015年1月3日から2015年9月26日までラジオ大阪で放送されていたラジオ番組。パーソナリティは新導クロノ役の石井マーク、綺場シオン役の榎木淳弥。榎木は本番組が初のパーソナリティ。挨拶は「超ヴァンは」、ラジオネームは「超ネーム」。
第3回から第15回までの奇数回はミニコーナー担当または番組ゲストとして先導アイチ役の代永翼、櫂トシキ役の佐藤拓也が登場した。

#### 超えろ!ヴァンガードGのコーナー
出典
ふつおた
アニメやヴァンガード関連の感想、パーソナリティへの質問などのコーナー。
新導クロノのギアん違い
リスナーから、勘違いされてしまったエピソードを新導クロノ役の石井マークが、優しい言葉をかけてくれるコーナー。
新導クロノの大人へストライド!
リスナーから10代のリスナーは大人になってやってみたい夢を20代以上のリスナーは大人になってみて感じた厳しい現実エピソードを夢と現実を突きつけるコーナー。
綺場シオンの貴公子フェンサー
綺場シオンと言えばフェンシング。リスナーから、シオンがやっていそうな貴公子らしいことを綺場シオン役の榎木淳弥が、フェンシング用語で判定するコーナー。
クロノVSシオン!　ユーザークエスト!
ヴァンガードGと言えばクエスト。このコーナーは、リスナーから、石井マークと榎木淳弥の2人にチャレンジして欲しいユーザークエストで2人が対決をして、負けたほうには罰ゲーム受けてもらうコーナー（罰ゲームに関しては前者 立ちヴァン→立ちヴァンサンデーの真剣対決と同じ）。
本日のつぶやき
響ラジオステーション用の本日のつぶやきをリスナーからGの別の意味を募集するコーナー。
今、アイチ行きます。俺に会いたかった櫂
前番組『立ち上がれ!僕らのヴァンガード（立ちヴァン）』のコーナーでリスナーから、妄想をするお題を先導アイチとやってみたいことを代永翼が実演する代永翼と佐藤拓也が一番すごかった妄想を演じてくれるコーナー。
何とな～く使えるヴァンワードG
前番組『立ち上がれ!僕らのヴァンガード（立ちヴァン）』のコーナーのリニュアル。リスナーからヴァンガードの用語・言葉を入れた文章のみを送って、その意味を答えるコーナー。

#### 超えろ!ヴァンガードGのゲスト
- 第07回（2015年2月14日） - 代永翼、佐藤拓也
- 第11回（2015年3月14日） - 代永翼、佐藤拓也
- 第18回（2015年5月2日） 大ヴァンガ祭×大バディ祭!! 公開録音（2015年4月26日） - 代永翼、佐藤拓也[14]
- 第20回（2015年5月16日） - 柳田淳一
- 第25回（2015年6月20日） - 新田恵海

#### 超えろ!ヴァンガードGの関連商品
ラジオCD
| 巻数 | タイトル                               | 発売日        | 収録回   | 規格品番  | 録りおろしゲスト |
| ---- | -------------------------------------- | ------------- | -------- | --------- | ---------------- |
| 1    | ラジオCD「超えろ！ヴァンガードG」vol.1 | 2015年5月13日 | 第1-8回  | HBKM-0056 | なし             |
| 2    | ラジオCD「超えろ！ヴァンガードG」vol.2 | 2015年7月29日 | 第9-16回 | HBKM-0065 | 柳田淳一         |

### ラジオ ヴァンガードG 挑め!掴め!トライスリー!!!
『ラジオ ヴァンガードG 挑め!掴め!トライスリー!!!』は、2015年10月3日から2016年10月1日までラジオ大阪とHiBiKi Radio Stationで放送されていたラジオ番組。パーソナリティは新導クロノ役の石井マーク、綺場シオン役の榎木淳弥、安城トコハ役の新田恵海（トライスリー）。第34回（2016年5月21日）から第36回（6月4日）までの3回はソロ回が放送された。ソロ回のパーソナリティは石井、榎木、新田の順番。

#### ラジオ ヴァンガードG 挑め!掴め!トライスリー!!!のコーナー
出典
ふつおた
番組への感想など普通のお便りを紹介するコーナー。
キーワードロー台詞
引いたカードに書かれたキーワードを盛り込んでシチュエーションに沿った台詞を言うコーナー。スタッフの判定で敗者はダメージを受け、ダメージが貯まると罰ゲームがある。
タイムファイト！ヴァントラ
毎回、決められた時間内に3人で協力してお題に挑戦するコーナー。
アニメ カードファイトヴァンガードG次回予告
ラジオ番組の翌日放送のテレビアニメ『カードファイト!! ヴァンガードG』のサブタイトルを発表し、パーソナリティの1人が内容を面白おかしく紹介するコーナー。
ヴァントラ・インフォメーション
カードファイト!! ヴァンガードに関連したお知らせをするコーナー。

#### ラジオ ヴァンガードG 挑め!掴め!トライスリー!!!のゲスト
- 第11回（2015年12月12日） - 大平峻也
- 第17回（2016年1月23日） - 天山広吉
- 第32回（2016年5月7日） 大ヴァンガ祭×大バディ祭2016 公開録音（2016年5月1日） - 宮野真守[16]

#### ラジオ ヴァンガードG 挑め!掴め!トライスリー!!!の関連商品
ラジオCD
| 巻数 | タイトル                                                          | 発売日        | 収録回   | 規格品番  | 録りおろしゲスト |
| ---- | ----------------------------------------------------------------- | ------------- | -------- | --------- | ---------------- |
| 1    | ラジオCD「ラジオ ヴァンガードG 挑め！掴め！トライスリー!!!」Vol.1 | 2016年5月25日 | 第1-26回 | HBKM-0094 | 愛美、工藤晴香   |

### ラジオ ヴァンガードG NEXT
『ラジオ ヴァンガードG NEXT』は、2016年10月8日から2017年10月21日までラジオ大阪とHiBiKi Radio Stationで放送されていたラジオ番組。パーソナリティは、新導クロノ役の石井マークと東海林カズマ役のバトリ勝悟、綺場シオン役の榎木淳弥と早尾アンリ役の西健亮、安城トコハ役の相羽あいなと岡崎クミ役の佐々木未来の3組による交代制。

#### ラジオ ヴァンガードG NEXTのコーナー
出典
ふつおた
番組への感想など普通のお便りを紹介するコーナー。
インフォメーション！ ザ！ ヴァンガード！
カードファイト!! ヴァンガードに関連したお知らせをするコーナー。
ヴァンガードG NEXT 次回予告
ラジオ番組の翌日放送のテレビアニメ『カードファイト!! ヴァンガードG NEXT』のサブタイトルを発表し、パーソナリティが内容を面白おかしく紹介するコーナー。
リレーションメッセージ
それぞれのパーソナリティタッグへのメッセージを募集するコーナー。

#### ラジオ ヴァンガードG NEXTのゲスト
- 第19回（2017年2月11日） - 近藤唯
- 第22回（2017年3月4日） - Raychell
- 第24回（2017年3月18日） - 長谷川芳明
- 第25回（2017年3月25日） - 長谷川芳明
- 第34回（2017年5月27日） - 石川静
- 第35回（2017年6月3日） - 石川静
- 第46回（2017年8月19日） - 長谷川芳明
- 第47回（2017年8月26日） - 長谷川芳明
- 第48回（2017年9月2日） - 桑島法子
- 第49回（2017年9月9日） - 桑島法子

### ラジオ ヴァンガードG Z
『ラジオ ヴァンガードG Z』は、2017年10月28日から2018年5月5日
までラジオ大阪とHiBiKi Radio Stationで放送・配信されたラジオ番組。パーソナリティは、新導クロノ役の石井マークと東海林カズマ役のバトリ勝悟。

#### ラジオ ヴァンガードG Zのコーナー
出典
ふつおた
番組への感想など普通のお便りを紹介するコーナー。
バトリのヒットパレード
リスナーから歌にして欲しい事を募集し、それをバトリが即興で歌っていく。
ヴァンガードGクロニクル
ヴァンガードGシリーズの歴史を振り返っていくコーナー。
インフォメーション！ ザ！ ヴァンガード！
カードファイト!! ヴァンガードに関連したお知らせをするコーナー。